# Franc Golob
Franc Golob, slovenski slikar, * 30. november 1941, Celje.
Franc Golob je študiral je pri profesorjih Marku Šušteršiču (Šola za oblikovanje, Ljubljana 1960–1964), Mariju Preglju (1964–1966, ALU Ljubljana) in Maksimu Sedeju (1968–1970, ALU Ljubljana). Diplomiral je na slikarskem oddelku ljubljanske Akademije za likovno umetnost s temo Izložbeno okno kot likovni prostor. Po končanem študiju se je posvetil grafičnemu oblikovanju, fotografiji in multimediji, med letoma 1982 in 2004 pa je bil profesor risanja in slikanja v Gimnaziji v Tolminu ter Gimnaziji v Novi Gorici. Doslej je imel 43 samostojnih razstav, sodeloval je pa na več kot 100 skupinskih razstavah doma in v tujini.